# Eugenia persicifolia
Eugenia persicifolia är en myrtenväxtart som beskrevs av Otto Karl Berg. Eugenia persicifolia ingår i släktet Eugenia och familjen myrtenväxter. Inga underarter finns listade i Catalogue of Life.